# Minor Lane Heights
Minor Lane Heights és una població dels Estats Units a l'estat de Kentucky. Segons el cens del 2000 tenia 1.435 habitants.

## Demografia
Segons el cens del 2000, Minor Lane Heights tenia 1.435 habitants, 477 habitatges, i 392 famílies. La densitat de població era de 366,9 habitants/km².
Dels 477 habitatges en un 41,7% hi vivien nens de menys de 18 anys, en un 56,8% hi vivien parelles casades, en un 17,4% dones solteres, i en un 17,8% no eren unitats familiars. En el 14,5% dels habitatges hi vivien persones soles el 3,8% de les quals corresponia a persones de 65 anys o més que vivien soles. El nombre mitjà de persones vivint en cada habitatge era de 3,01 i el nombre mitjà de persones que vivien en cada família era de 3,24.
Per edats la població es repartia de la següent manera: un 30,7% tenia menys de 18 anys, un 8,6% entre 18 i 24, un 33,6% entre 25 i 44, un 21,4% de 45 a 60 i un 5,8% 65 anys o més.
L'edat mediana era de 32 anys. Per cada 100 dones de 18 o més anys hi havia 101,4 homes.
La renda mediana per habitatge era de 37.955 $ i la renda mediana per família de 38.750 $. Els homes tenien una renda mediana de 29.375 $ mentre que les dones 23.063 $. La renda per capita de la població era de 14.580 $. Entorn del 10% de les famílies i el 13,4% de la població estaven per davall del llindar de pobresa.

## Poblacions més properes
El següent diagrama mostra les poblacions més properes.